# Itame lapidata
Itame lapidata là một loài bướm đêm trong họ Geometridae.